# Yang Shen
Pour les articles homonymes, voir Yang.
Dans ce nom, le nom de famille, Yang, précède le nom personnel.
Yang Shen (pinyin : Yáng Shèn ; chinois : 杨慎 ; EFEO : Yang Chen), né en 1488, mort en 1559, est un écrivain et poète chinois de la dynastie Ming.

## Biographie
Yang Shen est issu d'une famille illustre, originaire du Sichuan. Il est le fils du Grand Secrétaire Yang Tinghe (en) (1459-1529), en poste sous les empereurs Zhengde et Jiajing. Étudiant brillant, il réussit les examens impériaux du palais en 1511, parvenant à obtenir la première place. Sa carrière qui s'annonçait prometteuse fut néanmoins stoppée en 1524 lors de la querelle des rites qui coûta sa place à son père. Condamné à une bastonnade à laquelle il survécut difficilement, il fut contraint à l'exil dans une garnison du Yunnan, province reculée où la vie intellectuelle était quasi inexistante, ce qui était une grande contrariété pour les lettrés qui y étaient assignés. Il ne fut réhabilité qu'après sa mort, en 1567.
Yang Shen profita de cet exil, dans sa résidence située près de Kunming, pour rédiger avec plus de liberté qu'il ne l'aurait fait dans les cercles de la cour, et grâce à des amis et des admirateurs il put faire publier et même imprimer plusieurs de ses productions de son vivant. Après sa mort, en 1582, le gouverneur du Sichuan fit publier une édition complète de ses travaux avec l'aide de son neveu Yang Yujen.

## Œuvre
Écrivain aux talents variés, Yang Shen rédigea une histoire de sa région d'origine, le Sichuan, un mémoire sur sa région d'exil, le Yunnan, ainsi que des travaux d'anthologie et de critique littéraire, de phonologie et d'étymologie, des études portant sur les textes classiques.
Dans le domaine poétique, l'exil dans le Yunnan donne l'occasion à Yang Shen d'écrire dans un premier temps des poèmes assez conventionnels, inspirés par la poésie de Qu Yuan, le modèle obligé de la littérature écrite en exil. Il abandonne toutefois cette première manière pour écrire des poèmes plus originaux. Il est ainsi connu pour ses ci, une forme poétique alors tombée en désuétude et qu'il renouvelle. Sa renommée au cours de la dynastie Ming est toutefois avant tout due à sa correspondance avec son épouse, Huang E (1498–1569). Celle-ci, après quelques années passées dans le Yunnan, était retournée dans le Sichuan pour s'occuper de l'administration des biens familiaux. Les lettres qu'ils ont échangées, incluant des poèmes, ont fait d'eux le type même du couple romantique, dont l'amour perdure malgré la séparation. Ces poèmes ont aussi donné à Huang E la réputation d'une poétesse de grand talent, bien qu'on lui ait attribué par la suite de nombreux poèmes qui n'étaient sans doute pas de sa main.

## Postérité
La renommée de Yang Shen en tant qu'auteur de ci a conduit Mao Zonggang (en) à faire figurer des vers de Yang en tête de son édition du roman des Trois Royaumes, dans les années 1660. Ces vers figurent encore couramment dans les éditions actuelles du roman.

## Traduction
- Paul Demiéville (dir.), Anthologie de la poésie chinoise classique, Paris, Gallimard, « Poésie », 1962 — Yang Chen, p. 512-513